# 味方が弱すぎて補助魔法に徹していた宮廷魔法師、追放されて最強を目指す
『味方が弱すぎて補助魔法に徹していた宮廷魔法師、追放されて最強を目指す』（みかたがよわすぎてほじょまほうにてっしていたきゅうていまほうし、ついほうされてさいきょうをめざす）は、アルトによる日本のライトノベル。小説投稿サイト「小説家になろう」にて2020年10月より連載されており、書籍版がKラノベブックス（講談社）より2021年11月から刊行されている。イラストは夕薙が担当している。略称は「補助魔法」。
メディアミックスとして、門司雪によるコミカライズが『マガジンポケット』（講談社）にて連載中。また、2025年10月よりテレビアニメが放送予定。

## 登場人物
声の項はテレビアニメの声優。
アレク・ユグレット
声 - 梅田修一朗
本作の主人公。ガルダナ王国に使える宮廷魔術師で、王太子の護衛のために不慣れな補助魔法に徹していたが、王太子から無能扱いされ、宮廷を追放されてしまう。
ヨルハ・アイゼンツ
声 - 久保ユリカ
「終わりなき日々を（ラスティングピリオド）」のリーダー。ガルダナ王国の宮廷から追放されたアレクを冒険者の道に誘う。
クラシア・アンネローゼ
声 - 田澤茉純
「終わりなき日々を」のメンバー。パーティー内では回復魔法に従事するが、攻撃魔法もこなせる器用さを持つ。
オーネスト・レイン
声 - 水中雅章
「終わりなき日々を」のメンバー。パーティー随一の肉体派。

## 既刊一覧

### 小説
- アルト（著）・夕薙（イラスト） 『味方が弱すぎて補助魔法に徹していた宮廷魔法師、追放されて最強を目指す』 講談社〈Kラノベブックス〉、既刊5巻（2024年8月2日現在）
  1. 2021年7月29日第1刷発行（8月2日発売[5]）、ISBN 978-4-06-523125-8
  2. 2022年1月31日第1刷発行（2月2日発売[6]）、ISBN 978-4-06-526058-6
  3. 2022年9月29日第1刷発行（10月3日発売[7]）、ISBN 978-4-06-529353-9
  4. 2023年6月28日第1刷発行（7月1日発売[8]）、ISBN 978-4-06-531813-3
  5. 2024年7月31日第1刷発行（8月2日発売[9]）、ISBN 978-4-06-535656-2

### 漫画
- アルト（原作）・夕薙（キャラクター原案）・門司雪（作画） 『味方が弱すぎて補助魔法に徹していた宮廷魔法師、追放されて最強を目指す』 講談社〈KCデラックス〉、既刊16巻（2025年7月9日現在）
  1. 2021年11月9日第1刷発行（同日発売[10]）、ISBN 978-4-06-526008-1
  2. 2022年2月9日第1刷発行（同日発売[11]）、ISBN 978-4-06-526885-8
  3. 2022年5月9日第1刷発行（同日発売[12]）、ISBN 978-4-06-527832-1
  4. 2022年8月9日第1刷発行（同日発売[13]）、ISBN 978-4-06-528647-0
  5. 2022年11月9日第1刷発行（同日発売[14]）、ISBN 978-4-06-529646-2
  6. 2023年2月9日第1刷発行（同日発売[15]）、ISBN 978-4-06-530536-2
  7. 2023年5月9日第1刷発行（同日発売[16]）、ISBN 978-4-06-531559-0
  8. 2023年8月8日第1刷発行（同日発売[17]）、ISBN 978-4-06-532467-7
  9. 2023年10月6日第1刷発行（同日発売[18]）、ISBN 978-4-06-533289-4
  10. 2024年1月9日第1刷発行（同日発売[19]）、ISBN 978-4-06-534161-2
  11. 2023年4月9日第1刷発行（同日発売[20]）、ISBN 978-4-06-5351512
  12. 2023年7月9日第1刷発行（同日発売[21]）、ISBN 978-4-06-536117-7
  13. 2024年10月8日第1刷発行（同日発売[22]）、ISBN 978-4-06-537037-7
  14. 2025年1月8日第1刷発行（同日発売[23]）、ISBN 978-4-06-538047-5
  15. 2025年4月9日第1刷発行（同日発売[24]）、ISBN 978-4-06-539036-8
  16. 2025年7月9日発売[25]、ISBN 978-4-06-539997-2

## テレビアニメ
2025年10月からテレビ朝日系列『IMAnimation』枠にて放送予定。

### スタッフ
- 原作 - アルト[1]
- キャラクター原案 - 夕薙[1]
- コミカライズ - 門司雪[1]
- 監督 - 高橋賢[1]
- 助監督 - 平田政宗[1]
- シリーズ構成 - 筆安一幸[1]
- キャラクターデザイン - 佐藤陽子[1]
- サブキャラクターデザイン - 林秀信[1]
- 総作画監督 - 佐藤陽子[1]、林秀信[1]
- プロップ武器・小物デザイン - 氏家嘉宏[1]、関根柚月[1]
- モンスターデザイン - 久我嘉輝[1]、レコメンデーション[1]
- モンスター作監 - かわらじまコウ[1]
- 色彩設計 - 勝田綾太[1]、山本真希[1]
- 美術背景 - 草薙[1]
- 美術監督 - 緒続学[1]
- 美術ボード - 金井眞悟[1]
- 3D監督 - 秋元央[1]
- 撮影監督 - 浅川茂輝[1]
- 音響制作 - オンリード[1]
- 音響監督 - 阿部信行[1]
- 音楽 - ディオスタ[1]、ハイスピードボーイ[1]
- アニメーション制作 - 月虹[1]

### 放送局
| 放送期間     | 放送時間               | 放送局                         | 対象地域 | 備考              |
| ------------ | ---------------------- | ------------------------------ | -------- | ----------------- |
| 2025年10月 - | 土曜 23:30 - 日曜 0:00 | テレビ朝日系列フルネット全24局 | 日本国内 | 『IMAnimation』枠 |

| テレビ朝日系列 IMAnimation | テレビ朝日系列 IMAnimation                                            | テレビ朝日系列 IMAnimation |
| 前番組                     | 番組名                                                                | 次番組                     |
| -------------------------- | --------------------------------------------------------------------- | -------------------------- |
| フェルマーの料理           | 味方が弱すぎて補助魔法に徹していた宮廷魔法師、 追放されて最強を目指す | デッドアカウント           |